# Lijst van weg- en veldkruisen in Maastricht
Dit is een onvolledige lijst van weg- en veldkruisen in de gemeente Maastricht. Onder kruisen wordt verstaan: alle weg-, veld- en hagelkruisen ed. De kruisen op kerkhoven of op gevels en daken van gebouwen zijn buiten beschouwing gelaten.
Bij enkele kruisen staat het huisnummer aangegeven van de woning die erbij ligt.
| Adres                                          | Plaats            | Plaatsingsjaar | Soort kruis | Extra informatie | Foto |
| ---------------------------------------------- | ----------------- | -------------- | ----------- | --- | ---- |
| Daalstraat-Kasteelstraat-Middenstraat          | Borgharen         |                |             | |      |
| Geneinde-Sterkenberghweg                       | Itteren           |                |             | |      |
| Kapelaanstraat                                 | Itteren           |                |             | |      |
| Kerkveldstraat-Ruysstraat                      | Itteren           |                |             | |      |
| Pasestraat                                     | Itteren           |                |             | |      |
| Ruijterstraat-Brigidastraat                    | Itteren           | 1930           |             | |      |
| Stuijfkensweg                                  | Itteren           |                |             | |      |
| Weg naar Hartelsteijn                          | Itteren           |                |             | |      |
| Brusselseweg-Oude Heirbaan                     | Maastricht        |                |             | |      |
| Goudenweg-Heserstraat                          | Maastricht        |                |             | |      |
| Jerusalemweg-Judeaweg                          | Maastricht        |                |             | |      |
| Lage Kanaaldijk (bij nr. 129)                  | Maastricht        |                |             | |      |
| Lage Kanaaldijk-Ursulinenweg                   | Maastricht        |                |             | |      |
| Lichtenbergweg (Sint Pietersberg)              | Maastricht        |                |             | |      |
| Onze Lieve Vrouweplein (bij nr. 20)            | Maastricht        |                |             | |      |
| Postbaan-Van Akenweg                           | Maastricht        | 1990           |             | |      |
| Susserweg                                      | Maastricht        | 1913           |             | |      |
| Susserweg-Zeenendaalweg                        | Maastricht        |                |             | |      |
| Bosweg-Hagenstraat                             | Maastricht-Amby   |                |             | |      |
| Hagenstraat-Molenweg                           | Maastricht-Amby   |                |             | |      |
| Loevendaalhoeve-Severenstraat                  | Maastricht-Amby   | 1995           |             | Geplaatst ter gelegenheid van het 40-jarig priesterjubileum van de Zeer Eerw. Heer Pastoor van den Asdonk, in 1995. |      |
| Bemelerweg-Burgemeester Cortenstraat           | Maastricht-Heer   |                |             | |      |
| Bemelerweg-Oude Molenweg                       | Maastricht-Heer   |                |             | |      |
| Bronckweg-Rijksweg                             | Maastricht-Heer   |                |             | |      |
| Burgemeester Kessensingel-Veldstraat-Lyceumpad | Maastricht-Heer   |                |             | |      |
| Dorpsstraat-Oude Kerkstraat                    | Maastricht-Heer   |                |             | |      |
| Kerkhofweg-Pastoor Heijnenstraat               | Maastricht-Heer   |                |             | |      |
| Haspengouw-Demertstraat                        | Maastricht-Heer   |                |             | |      |
| Niels Bohrstraat-Sint Servatiusweg             | Maastricht-Heer   |                |             | |      |
| Oude Molenweg-Oude Steegstraat                 | Maastricht-Heer   |                |             | |      |
| Oude Steegstrat-Pater Kustersweg               | Maastricht-Heer   |                |             | |      |
| Rijksweg-Veldstraat                            | Maastricht-Heer   |                |             | |      |
| Steegstraat-Wethouder Vrankenstraat            | Maastricht-Heer   |                |             | |      |
| Heugemerstraat-Heugemerkerkstraat              | Maastricht-Heugem |                |             | |      |
| Köbbesweg-Hoge Weerd                           | Maastricht-Heugem |                |             | |      |
| Hub van Doornelaan-Vogelzang                   | Maastricht-Heugem |                |             | |      |
| Oosterweg-Hoge Weerd                           | Maastricht-Heugem | 1814           | Moordkruis  | Geplaatst vanwege de moord op Arnoldus Houbiers, op 11 april 1814.                                                  |      |
| Oosterweg-Oude Maasstraat                      | Maastricht-Heugem |                |             | |      |
| Oude Maasstraat                                | Maastricht-Heugem |                |             | |      |
| Vogelzang                                      | Maastricht-Heugem |                |             | |      |